# Linhystera problematica
Linhystera problematica is een rondwormensoort. De wetenschappelijke naam van de soort is voor het eerst geldig gepubliceerd in 1974 door Juario.